# Cyrtoneurina confusa
Cyrtoneurina confusa är en tvåvingeart som beskrevs av John Otterbein Snyder 1954. Cyrtoneurina confusa ingår i släktet Cyrtoneurina och familjen husflugor. Inga underarter finns listade i Catalogue of Life.